# Gunungiella arinada
Gunungiella arinada är en nattsländeart som beskrevs av Malicky 1995. Gunungiella arinada ingår i släktet Gunungiella och familjen stengömmenattsländor. Inga underarter finns listade i Catalogue of Life.